# Zoo TV Live
Para el video y su producción en DVD, véase Zoo TV: Live From Sydney
Zoo TV Live es un álbum en directo de la banda irlandesa U2 publicado el 20 de noviembre de 2006 de forma exclusiva para los suscriptores de la página oficial de U2, reemplazando a U2.COMmunication. 
El doble CD incluye el mismo material incluido en el DVD Zoo TV: Live From Sydney, así como un tema extra del especial Zoo TV, "Tryin' to Throw Your Arms Around the World". Aunque la página oficial de U2 se refiere al álbum como ZOO2Live, el álbum fue titulado Zoo TV Live.
La publicación fue acompañada por dos pósteres de edición limitada de la era de ZooTV, con el logotipo usado como portada del álbum.
Zoo TV Live fue sustituido por U2 Go Home: Live From Slane Castle en 2007 como regalo para suscriptores.

## Lista de canciones
Todas las canciones compuestas por U2 excepto donde se anota.

### Disco uno
1. Show Opening – 3:15
2. "Zoo Station" – 4:47
3. "The Fly" – 4:47
4. "Even Better Than the Real Thing" – 5:21
5. "Mysterious Ways" – 6:24
6. "One" – 4:39
7. "Unchained Melody" (Hy Zaret/Alex North) – 1:26
8. "Until the End of the World" – 5:00
9. "New Year's Day" – 4:55
10. "Numb" – 4:22
11. "Angel of Harlem" – 4:20
12. "Stay (Faraway, So Close!)" – 5:35
13. "Satellite of Love" (Lou Reed) – 3:50

### Disco dos
1. "Dirty Day" – 5:39
2. "Bullet the Blue Sky" – 5:24
3. "Running to Stand Still" – 5:37
4. "Where the Streets Have No Name" – 5:39
5. "Pride (In the Name of Love)" – 6:23
6. "Daddy's Gonna Pay For Your Crashed Car" – 4:44
7. MacPhisto Speech – 4:35
8. "Lemon" – 5:13
9. "With or Without You" – 4:21
10. "Love Is Blindness" – 5:29
11. "Can't Help Falling in Love" (George Weiss, Hugo Peretti, Luigi Creatore) – 2:44

Tema extra
1. "Tryin' to Throw Your Arms Around the World" – 3:52

## Personal
- Bono: voz y guitarras
- The Edge: guitarra, teclados y coros
- Adam Clayton: bajo y teclados
- Larry Mullen Jr.: batería y coros